# Nobuo Okishio
Nobuo Okishio (jap. 置塩 信雄, Okishio Nobuo; * 2. Januar 1927 im Hyōgo-ku, Kōbe; † 13. November 2003) war ein japanischer Wirtschaftswissenschaftler und emeritierter Professor der Universität Kōbe. 1979 wurde er zum Präsidenten der Japanese Association of Economics and Econometrics (理論・計量経済学会, riron keiryō keizai gakkai), die heute Japanese Economic Association heißt.
Okishio studierte Wirtschaftsmathematik bei Kazuo Mizutani. 1950 graduierte er an der Universität Kōbe und unterrichtete auch dort. Danach begann er die Prinzipien der modernen Wirtschaftswissenschaft anzuzweifeln und studierte Marxistische Wirtschaftstheorie.
Die Arbeit von Okishio beschäftigte sich damit, wirtschaftstheoretische Aspekte von Marx’ Theorien zu erklären und lieferte formale (und mathematische) Beweise. 1955 bewies er als erster den marxistischen Fundamentalsatz, dass nur Arbeit den Mehrwert schaffen kann, der zu Gewinn führt, da der Wert der zur Produktion benötigten Rohstoffe und Materialien gegeben ist. Das Okishio-Theorem besagt, dass die Profitrate für die Gesamtwirtschaft höher wird, wenn eine neue, aus Sicht der Einzelunternehmen profitablere Technologie eingeführt wird. Es steht im Widerspruch zum marxistischen Gesetz des tendenziellen Falls der Profitrate.
Okishio schrieb viele Artikel über wichtige Gebiete moderner und marxistischer Wirtschaftstheorie, beispielsweise über Wert und Preis, Akkumulationstheorie, kritische Fragen zum Keynesianismus, Konjunktur und langfristige Entwicklungen von kapitalistischen Volkswirtschaften. Seine Ideen wurden in über zwanzig Büchern und zweihundert Artikeln, die meisten davon in Japanisch, veröffentlicht. Dreißig Artikel sind in Englisch publiziert und seine wichtigsten Beiträge sind im Buch (Nobuo Okishio, Michael Kruger and Peter Flaschel, 1993) zusammengefasst.

## Wert- und Ausbeutungstheorie

### Wie viel ist Arbeit wert
Okishio zeigte, wie der marxistische Wert einer Ware (gemäß Arbeitswertlehre) quantitativ bestimmt werden kann. Okishio präsentierte folgende Gleichung darüber, wie viel direkte und indirekte Arbeit nötig ist, um eine Einheit einer Ware zu produzieren:
```
 t
i
 = Σa
ij
 + τ
i
  (i = 1, .... ,n).
```

aij ist die Anzahl von Ware j und τi ist die direkt benötigte Arbeitskraft, um eine Einheit der Ware i zu produzieren. Die Idee kam ihm zum ersten Mal, als er 1954 Kōkan-ron ni tsuite (交換論について; Über die Austauschtheorie) schrieb, und er formulierte sie 1955 noch klarer im englischen Artikel „Monopoly and the Rates of Profits“, den er in der Kōbe University Economic Review veröffentlichte. Um die Gleichung selbst besser zu verstehen, siehe Input-Output-Analyse.

### Marxistischer Fundamentalsatz
Mit obiger Gleichung bewies Okishio Marx’ fundamentale Aussage, dass Mehrarbeit eine notwendige Bedingung ist, um Profit zu erzielen. Später nannte Michio Morishima diesen Satz den „marxistischen Fundamentalsatz“. Der Beweis geht von Gewinn als Anteil des Preises aus und folgert daraus die Existenz eines Mehrwerts als eine logische Konsequenz. Das ist eine andere Denkrichtung als die von Marx, der in seiner Beweisführung vom Wert der abstrakten Arbeit ausgeht und daraus Preis und Profit ableitet.

### Bestimmung von Wert und Preis
Wenn man diese Wertgleichung zugrunde legt, kann man mittels der nach dem Zweiten Weltkrieg entwickelten Input-Output-Analyse bestimmen, wie viel von welchem Rohstoff in Waren enthalten ist. Damit erhält man den Wert der Ware, den man mit dem tatsächlichen am Markt verlangten Preis vergleichen kann. Während es kurzfristig erhebliche Abweichungen geben kann, nähern sich auf lange Sicht die Preise immer dem Wert an (Zitat fehlt).
Okishio versuchte diese Bestimmung zum ersten Mal 1958 für die japanische Wirtschaft. Seither existieren solche quantitative Analysen für viele Länder.

## Veröffentlichungen

### Bücher
- Nobuo Okishio ed(1992), Business cycles : theories and numerical simulation(Dynamische Wirtschaftstheorie ; Bd. 12), Peter Lang Publishing.
- Nobuo Okishio, Michael Kruger and Peter Flaschel(1993), Nobuo Okishio-Essays on Political Economy: Collected Papers, Peter Lang Publishing ISBN 3-631-43558-4.

### Artikel
- “Monopoly and the Rates of Profit”, 1955, Kobe University economic review 1,71-88.
- “Durable Equipment and Equilibrium Growth”, 1958, Kobe University economic review 4,29-40.
- “Technical Changes and the Rate of Profit”, 1961, Kobe University economic review 7,85-99.
- „A Mathematical Note on Marxian Theory“, 1963, Weltwirtschaftliches Archiv 91-2.
- “Instability of Harrod=Domar's Steady Growth”, 1964, Kobe University economic review 10,19-27.
- “On Mr. N. Kaldor's Growth Model”, 1967, Kobe University economic review 13, 43-58.
- “An Extension of a Discrete Version of Pontryagin's Maximum Principle and its Simple Application”, 1970, Kobe University economic review 16,37-48.
- “A Formal Proof of Marx's Two Theorems”, 1972 Kobe University economic review 18,1-6.
- “Value and Production-Price”, 1974, Kobe University economic review 20,1-19.
- “Fixed Capital and Extended Reproduction”, 1975, Kobe University economic review 21,11-27.
- “Marxian Fundamental Theorem : Joint-Production Case”, 1976, Kobe University economic review 22,1-11.
- “Inflation as an Expression of Class Antagonisms”, 1977, Kobe University economic review 23,17-29.
- “Theorems of Investment Truncation”, The annals of the School of Business Administration, Kobe University 21,73-90,1977.
- „Notes on Technical Progress and Capitalist Society“, 1977, Cambridge Journal of Economics 1(1), 93-100.
- “Three Topics on Marxian Fundamental Theorems”, 1978, Kobe University economic review 24,1-18.
- “Dimensional Analysis in Economics”, 1982, Kobe University economic review 28,31-44.
- “The Decision of New Investment, Technique and Rate of Utilization”, 1984, Kobe University economic review 30,15-32.
- “A Measurement of the Rate of Surplus Value in Japan : The 1980 Case”, 1985, Kobe University economic review 31,1-13.
- “Stagflation : Causes and Policies”, 1986, Kobe economic & business review 32,33-54.
- “Theoretical Foundations of International Macro-Economic Model”, 1987, Kobe University economic review 33,1-16.
- “On Marx's Reproduction Scheme”, 1988, Kobe University economic review 34,1-24.
- “Problems and Method of Economics”, 1989, Kobe economic & business review 34,101-108.
- “On the Theories of Determination of the Real Wage Rate”, 1989, Kobe University economic review 35,1-13.
- “The Permissible Range of Relative Prices in the Light of Lavor Values”, 1995, Kobe University economic review 41,1-14.
- “Competition and Production Price”, 2000, Cambridge Journal of Economics 25(4), 493-501.